# Gordon Chapel

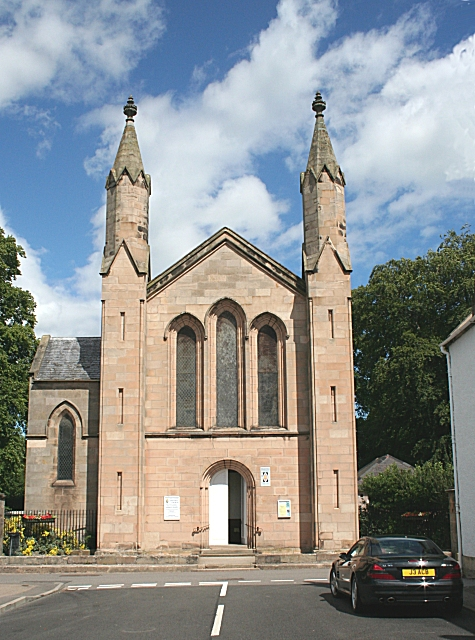
Gordon Chapel

Die Gordon Chapel ist ein episkopalkirchliches Kirchengebäude in der schottischen Ortschaft Fochabers in der Council Area Moray. 1988 wurde das Bauwerk in die schottischen Denkmallisten in der höchsten Denkmalkategorie A aufgenommen.

## Geschichte
In den 1830er Jahren hatte sich die religiöse Landschaft Schottlands bereits weitgehend liberalisiert, wenngleich die presbyterianische Church of Scotland in den meisten Regionen deutlich vorherrschte. Der regionale Herrscher, George Gordon, 5. Duke of Gordon, war Anhänger der Scottish Episcopal Church. Mit der Bellie Kirk hatte sein Vater, welcher Fochabers als Plansiedlung aufbauen ließ, ein presbyterianisches Kirchengebäude errichten lassen.
Der Herzog betraute den schottischen Architekten Archibald Simpson mit dem Entwurf der Gordon Chapel. Nach Baubeginn 1832 wurde die Kirche 1834 fertiggestellt. Zur Bereitstellung der finanziellen Mittel in Höhe von 1100 £ veräußerte die Herzogin einen Teil ihres Schmucks. Überliefert ist ihr Ausspruch, dass „Steine in einer Kirchenmauer besser aussähen als am Hals getragen.“ Am 12. August 1834 wurde der Bau konsekriert. Herzogin Elizabeth war selbst in London geboren und hatte zahlreiche englische Freunde und Bedienstete. Aus diesem Grund setzte sie mit William Pitt McFarquhar einen Kaplan ein, welcher dem englischen Book of Common Prayer anstelle der schottischen Liturgie folgte. Bischof Alexander Jolly verweigerte zunächst seine Zustimmung zu dieser Praxis, erlaubte nach mehreren Schriftwechseln jedoch die Verwendung der englischen Liturgie ausschließlich in der Gordon Chapel.
Der Duke of Gordon verstarb 1834 ohne männliche Nachkommen und die Besitztümer fielen an Charles Gordon-Lennox, 6. Duke of Richmond. Infolge der andauernden Querelen mit Bischof Jolly, schloss sich Herzogin Elizabeth nach dem schottischen Kirchenschisma von 1843 der neugegründeten Free Church of Scotland an. Die Probleme der Kirchengemeinde verschärften sich hierdurch. Nachdem auch ein Gesuch der Gemeinde an Herzogin Elizabeth keine Einigung herbeiführen konnte, wurde die Gordon Chapel 1848 geschlossen. Nach einem erneuten Gesuch im März 1852 übertrug die Herzogin die Kapelle an den Duke of Richmond.
Dieser suchte einen Konsens mit dem späteren Bischof Robert Eden, sodass die Gordon Chapel am 25. Oktober desselben Jahres wieder öffnen konnte. 1874 wurde Alexander Ross mit der Renovierung der Kirche betraut. Im Zuge dieser Arbeit wurden auch eine neue Orgel sowie von Edward Burne-Jones gestaltete Bleiglasfenster installiert. Um die Jahrhundertwende verleibte sich die Scottish Episcopal Church das Gebäude ein. Während des Zweiten Weltkriegs blieb die Kirche geschlossen.

## Beschreibung
Die neogotisch ausgestaltete Gordon Chapel Church steht an der Castle Street am Nordrand von Fochabers. Das Sichtmauerwerk entlang der nüchternen südexponierten Hauptfassade besteht aus hellen Steinquadern. Oberhalb des rundbogigen Portals ist ein Lanzett-Drillingsfenster eingelassen. Quadratische Strebepfeiler, die in oktogonalen Türmchen auslaufen, flankieren die Fassade. Die übrigen Fassaden sind mit Harl verputzt. In die rückwärtige Fassade sind Drillingsfenster sowie eine Fensterrose eingelassen. Die abschließenden Dächer sind mit Schiefer eingedeckt.